# Claudia Hillebrandt
Claudia Hillebrandt (* 1982 in Braunschweig) ist eine deutsche Sprach- und Literaturwissenschaftlerin und Hochschullehrerin an der Universität Bielefeld.

## Leben und Wirken
Hillebrandt studierte ab 2001 Germanistik, Komparatistik, Medien- und Kommunikationswissenschaften, Anglistik und Rechtswissenschaften an der Georg-August-Universität Göttingen. 2007 beendete sie ihr Studium mit dem Erwerb des Titels Magistra artium in Germanistik, Komparatistik, Medien- und Kommunikationswissenschaften mit Auszeichnung. Anschließend widmete sie sich als Stipendiatin der Studienstiftung des deutschen Volkes ihrer Promotion in Göttingen. Nach einem Forschungsaufenthalt am Oxford Kafka Research Centre der University of Oxford 2010 wurde Hillebrandt im Dezember 2011 von der Universität Göttingen mit summa cum laude mit der Schrift Zum Verhältnis von literarischer Emotionsdarstellung und emotionaler Leserlenkung. Systematische Überlegungen und historische Beispielanalysen zu Kafka, Perutz und Werfel zur Dr. phil. promoviert. Bereits seit Oktober 2011 war sie als wissenschaftliche Mitarbeiterin am Institut für Germanistische Literaturwissenschaft der Friedrich-Schiller-Universität Jena tätig. Ab 2016 leitete sie dort das von der DFG geförderte Projekt Das Gedicht im Ohr. Zur akustischen Dimension von Lyrik und zu einigen Stationen einer akustisch orientierten Geschichte der deutschsprachigen Lyrik.
Im Sommersemester 2018 vertrat Hillebrandt einen Lehrstuhl an der Universität Göttingen. Im Mai 2019 erhielt sie die Venia legendi für Neuere deutsche Literaturwissenschaft. Nach Ende ihrer von Juni 2019 bis Ende Dezember 2021 dauernden Elternzeit vertrat sie im Wintersemester 2021/22 einen Lehrstuhl an der Universität Bielefeld. Nach anschließenden weiteren Lehrstuhlvertretungen an der Humboldt-Universität Berlin und erneut in Bielefeld wurde sie zum 1. April 2024 zur ordentlichen Professorin an der Universität Bielefeld ernannt, wo sie seitdem den Lehrstuhl für Neuere deutsche Literatur an der Fakultät für Linguistik und Literaturwissenschaft innehat. 

## Forschungsschwerpunkte
Hillebrandts Forschungsschwerpunkte liegen im Bereich der Fernsehkomik und gesellschaftlichen Transformation in den langen 1960er Jahren. Hier liegt ein besonderer Schwerpunkt auf dem Werk von Loriot. Daneben forscht sie zu den Themen Literatur und Kreativität sowie zu Lyrik als sozialer Praxis.